# میساکی اوزاوا
میساکی اوزاوا (انگلیسی: Misaki Ozawa؛ زادهٔ ۸ اوت ۱۹۸۵) بازیکن هاکی روی چمن زن اهل ژاپن است.